# Lu Palau
Lu Palau (en italià Palau) és un municipi italià, dins de la província de Sàsser. El nom deriva de la conquesta catalano-aragonesa del segle xiv. L'any 2007 tenia 4.310 habitants. Es troba a la regió de Gal·lura. Limita amb els municipis d'Arzachena, La Maddalena, Santa Teresa Gallura i Tempio Pausania.

## Administració
| Període | Identitat    | Partit        |
| ------- | ------------ | ------------- |
| 2005-   | Pietro Cuccu | Llista Cívica |

## Galeria d'imatges

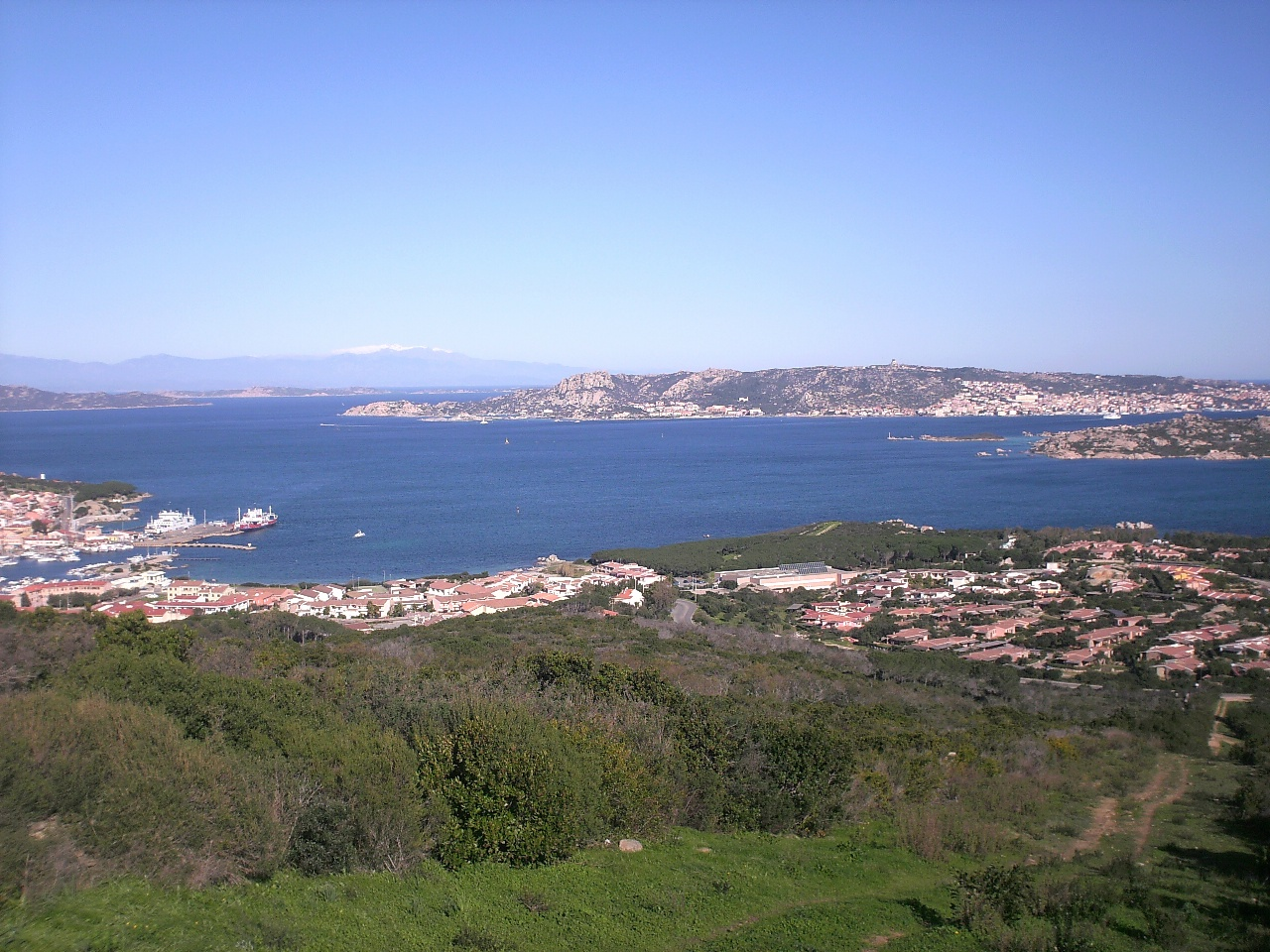
Palau vist des de La Maddalena
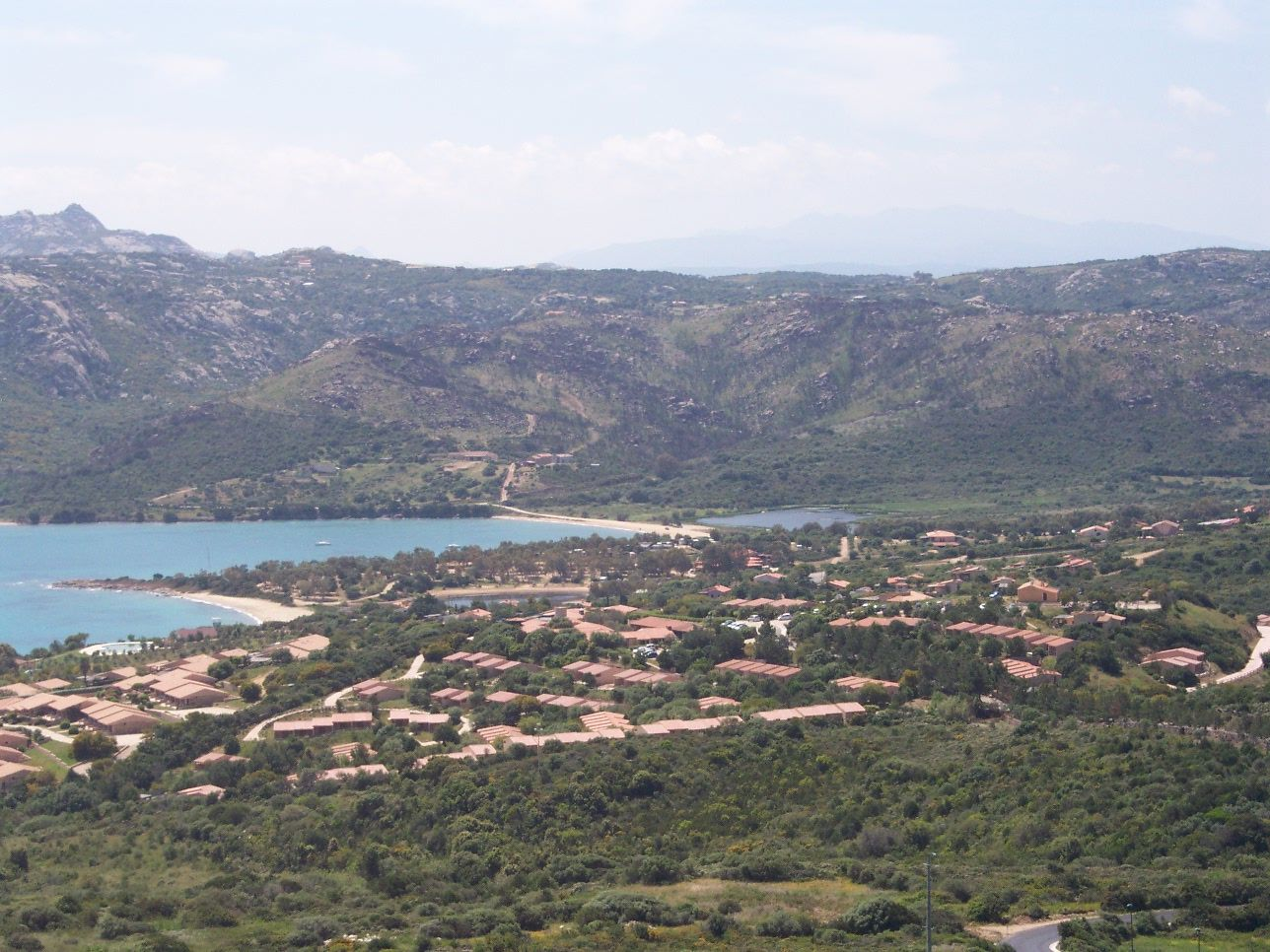
La Salina
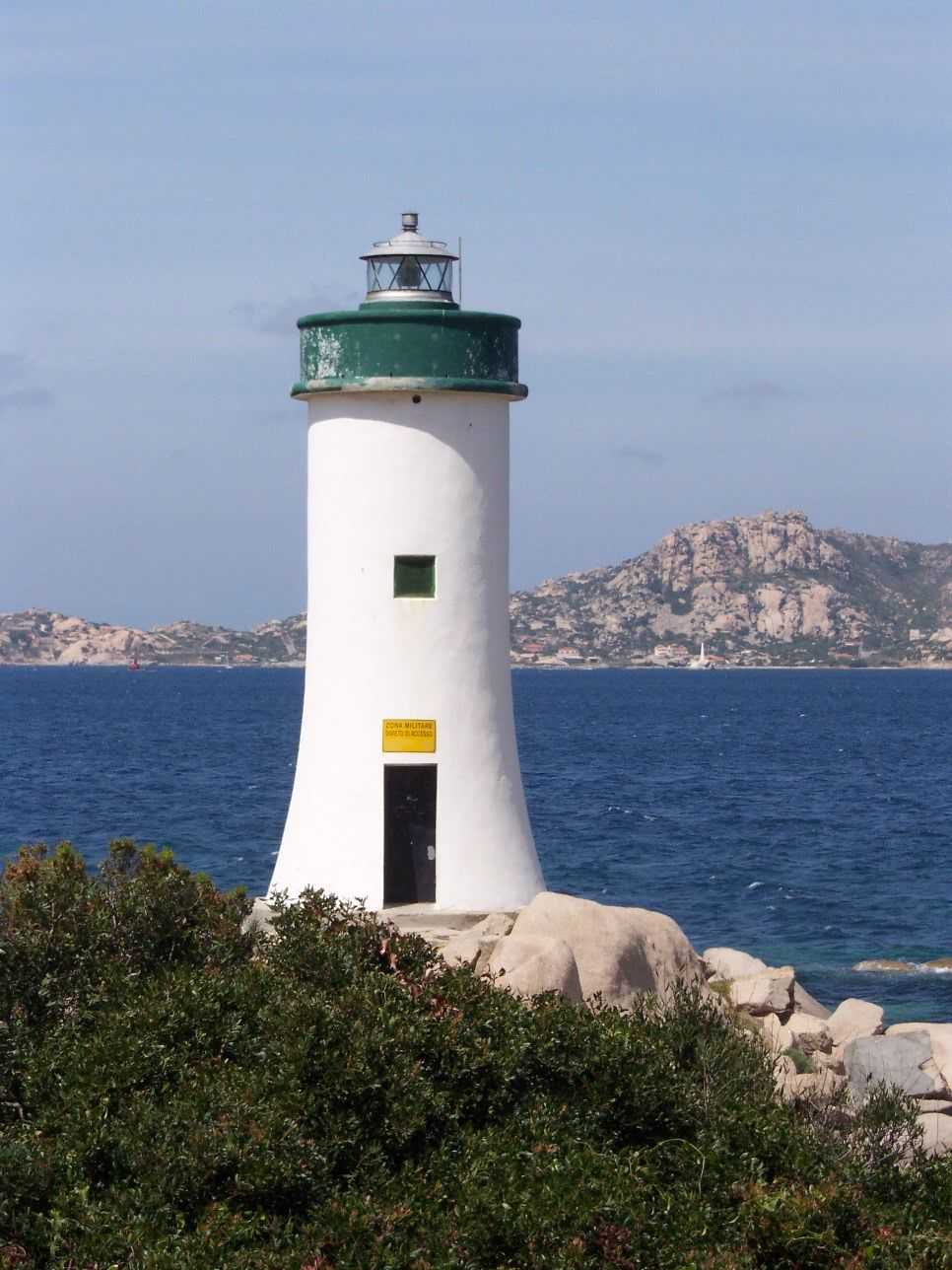
Far del port